# دیوید بورین
دیوید بورین (انگلیسی: Davide Borin؛ زادهٔ ۸ ژانویهٔ ۱۹۸۹) بازیکن فوتبال اهل ایتالیا است.
از باشگاه‌هایی که در آن بازی کرده‌است می‌توان به باشگاه فوتبال یوونتوس و باشگاه فوتبال پرو ورچلی اشاره کرد.